# Хусеин Алијевић
Хусеин Хуса Алијевић (Београд, 1974), познат и као Хуса Beat Street, српски је певач и један од оснивача групе Beat Street.

## Биографија
Рођен је 1974. у Београду као прво дете својих родитеља, и одрастао је на Чубури. Завршио је основну школу "Свети Сава" на Врачару у којој већ показује таленат за музичко стваралаштво и писање песама. Средњу Хемијско прехрамбену школу на Бановом Брду завршава као дипломирани посластичар, али већ у тинејџерском периоду схвата да је музика његова инспирација када и крећу први наступи.

## Каријера
Крајем 80-их је основао демо групу Toalet Boys, један од првих демо састава који у Београд доноси хип хоп звук. Убрзо почетком 90их формира групу Beat Street једну од најпопуларнијих група тих година. Beat Street се разликовао од других сличних поп денс група,  по томе што су имали своје песме, које је углавном он писао и компоновао. Прве успехе постиже гостујући на концертима Џеја Рамадановског 1992. у Београду, Новом Саду и Нишу као и учествовањем на МЕСАМ-у 1992, године са првом ауторском песмом Само један трен. Атрактивни, иновативни, привлачили су пажњу, па их је 1993. контактирао Зоран Башановић, извршни продуцент Драгане Мирковић, када и креће њихова сарадња на њеним турнејама као и песмама где се Хуса појављује и као аутор њених песама од којих је прва Кажи ми (1995). У том периоду група избацује своје највеће хитове,  попут дуета са њом Само један сат (1996), Опсесија (1995), Где си ти (1996),  Целу ноћ (1995), Освета (1997) и др. Поред Србије и Црне Горе, наступају у Македонији, Босни и Херцеговини, Аустрији, Француској, као и по Немачкој и Швајцарској.
Упоредо бавећи се ауторским радом у оквиру групе делује и као један од првих инструктора модерних плесова у плесној школи групе коју пролази и Ксенија Пајчин, која је тамо дошла још као девојчица па постала и члан групе.
Хуса крајем 90-их напушта групу Beat Street у којој је био главни вокал као и Љуба Цебаловић, и посвећује се ауторском раду и у том периоду компонује за групу која имену додаје префикс Нови и постаје женски састав и као такав се појављује на фестивалу Сунчане Скале у Будви са нумером Огњиште (2000).
Хуса објављује самосталне албуме са којих се издваја песма Можда нисам добар коју текстом потписује Марина Туцаковић, са којом наступа на Песми Беовизије 2003,године. У том периоду компонује и за многе популарне певаче познатије композиције су Не зови, не пиши, Прави се, које је урадио за Сашу Матића, такође компонује и за Џеја Рамадановског, Жељка Шашића, Жељка Самарџића, Гоцу Божиновски, Јована Перишића, Шака Полументу и многе друге. У том периоду постаје и члан Скупштине СОКОЈ-а а свој таленат потврђује и у другој деценији двадесетог века када  компонује и песму Невиност за Цецу Ражнатовић.(2016), Ти можеш све, дует за Шабана Шаулића и Зорицу Брунцлик, (2018) што је уједно и последња песма коју је Шаулић снимио,  као и дуетску песму koju izvodi Иванa Sеlaков и Амар Гиле Боли Боли 2020. која добија и своју верзију у Бугарској.

## Филмографија
1992. године са групом Beat Street снима музичко документарни филм под називом "Таленти 2000" у режији Мине Станојевић.
2023. године игра главну улогу у Филму и серији Недеља о животу и успону певача Џеја Рамадановског који режира Немања Ћеранић у продукцији Pelicula. Премијера филма Недеља, одржана је у 16. јануара 2024. у Београду а филм је погледало преко 500.000 гледалаца у биоскопима широм Србије и региона.

## Приватно
Војни рок је одслужио 1993, током почетка његове каријере у Кули (Сомборски Гарнизон). Од 2006. до 2016. је био у браку са Душанком Декић, Из тог брака 2008. добија ћерку Доретеу. Након развода ступа у везу, и каснији брак, са певачицом Андреом Дошен, са којом је 2021. добио ћерку Хану. Има два рођена брата која се годинама баве модерним плесовима: Амир (1980.) П. С. Икигаи као и Александар (1991). Black Squad који је кореограф певачице Тее Таировић.

## Дискографија

### Са групомBeat Street
Албуми:
- Напокон (1995)
- Ритам у лице (1996)
- Зид прошлости (1996)
- Певаћу и кад молитве не вреде (1997)
- Улица (2000)
- Море љубави (2002)

### Соло
Албуми:
- Можда нисам добар (2006)

Синглови:
- Време је за љубав са Миланом Динчићем Динчом (2016)

### Вести и интервју
- „Tin Drum Music каталог богатији за још једног аутора”. Mascom. 3. јул 2017. Приступљено 16. јануар 2024.
- Алијевић, Хусеин (11. април 2019). „Звезде деведесетих 20 година после! Хуса Алијевић из Бит Стрита: За вече сам зарађивао 3 мамине плате”. Курир (интервју). Интервју са Маријом Трајковић. Приступљено 16. јануар 2024.
- П., Д. (30. јун 2017). „Имају и ћерку: развели су се након 11 година, а сад он има млађу девојку”. Puls Online. Приступљено 16. јануар 2024.
- „Husa Beat Street dobio dete s 25 godina mlađom”. Мондо. 19. октобар 2021. Приступљено 16. јануар 2024.
- Достанић, Дафина (28. март 2023). „Почело снимање филма Недеља по животу Рамадановског: Овај певач глуми Џеја, а муж Анице Добре има посебну улогу”. Блиц. Приступљено 19. јануар 2024.
- „Филм Недеља премијерно приказан у Београду: Црвеним тепихом прошетала глумачка и ауторска екипа филма, Џејева породица, пријатељи и бројне познате личности”. Блиц. 17. јануар 2024. Приступљено 19. јануар 2024.

### Интернет странице и каталози
- „Husa Alijević”. discogs.com. Приступљено 19. јануар 2024.
- „Beat Street”. discogs.com. Приступљено 19. јануар 2024.